# Старые Салманы
Ста́рые Салма́ны (тат. Иске Салман) — село в Алькеевском районе Республики Татарстан, административный центр Старосалмановского сельского поселения. На кладбище села обнаружено наиболее раннее известное упоминание о празднике Сабантуй (относится к 1292 году).

## История
В «Списке населенных мест по сведениям 1859 года», изданном в 1866 году, населённый пункт упомянут как казённая деревня Старые Салманы 1-го стана Спасского уезда Казанской губернии. Располагалась при речке Салманке, по правую сторону коммерческого Самарского тракта, в 29 верстах от уездного города Спасска и в 15 верстах от становой квартиры во владельческом селе Воскресенское (Гусиха). В деревне в 172 дворах жили 1119 человек (557 мужчин и 562 женщины). Была мечеть.

## Население
| 1782 | 1859 | 1908 | 1920 | 1926 | 1938 | 1949 | 1958 | 1970 | 1979 | 1989 | 2002 | 2010 | 2015 |
| ---- | ---- | ---- | ---- | ---- | ---- | ---- | ---- | ---- | ---- | ---- | ---- | ---- | ---- |
| 151  | 988  | 1864 | 1825 | 1032 | 1214 | 999  | 993  | 1178 | 901  | 599  | 534  | 445  | 409  |

Национальный состав села: татары.